# Корінн Ваньє
Корінн Ваньє (фр. Corinne Vanier; нар. 20 вересня 1963) — колишня французька тенісистка.
Найвищим досягненням на турнірах Великого шолома було 2 коло в одиночному та парному розрядах.
Завершила кар'єру 1987 року.

## Фінали

### Парний розряд (0–2)
| Результат | Ранг | Дата          | Турнір            | Покриття | Партнерка        | Суперниці                     | Рахунок  |
| --------- | ---- | ------------- | ----------------- | -------- | ---------------- | ----------------------------- | -------- |
| Поразка   | 1.   | 11 січня 1982 | Ньюпорт-Ньюс, США | Килим    | Луча Романов     | Керол Бейлі Марселла Мескер   | 2–6, 1–6 |
| Поразка   | 2.   | 19 січня 1987 | Байонна, Франція  | Тверде   | Івона Кучиньська | Вірджинія Рузіч Катрін Танв'є | 3–6, 2–6 |